# Клавдий Клавдиан
Кла́вдий Клавдиа́н (лат. Claudius Claudianus) (ок. 370 года — ок. 404 года) — римский поэт, по рождению — грек из Александрии.

## Биография
По происхождению — грек, видимо, из двуязычной семьи (древнегреческий и латинский язык). Получив образование на родине, он покинул Александрию в начале 390-х годов и после долгих странствий, о которых можно лишь гадать, прибыл в Рим, где заявил о себе как автор латинского стихотворного панегирика консулам 395 года, братьям Пробину и Олибрию. После этой удачной работы Клавдиан, видимо, благодаря кому-то из высоких покровителей, получил заказ на консульский панегирик следующего, 396 года, когда консульство принимал несовершеннолетний император Запада Гонорий, впервые после смерти его отца, Феодосия Великого. Клавдиан блестяще справился с работой, воплотив в панегирике притязания Флавия Стилихона на опекунство над обоими римскими императорами, Гонорием и Аркадием.
С этого времени до самой смерти Клавдиан занимал должность придворного поэта, выступая пропагандистом политики Стилихона. Им написаны панегирики на III, IV и VI консульства Гонория, панегирик на первое консульство Стилихона (в трех книгах, самое объёмное произведение поэта), панегирик Маллию Феодору (философу-неоплатонику, консулу 399 года), поэма «Против Руфина» (в двух книгах), направленная против префекта претория Руфина, и поэма «Против Евтропия» (в двух книгах), с критикой патриция Евтропия.
Кроме того, Клавдиану принадлежат два стихотворных текста — «Гильдонова война» (о кампании против комита Африки Гильдона, отложившегося от римской власти) и «Поллентская, или Гетская, война» (кампания Стилихона против Алариха, вторгшегося в Италию, 402—403).
Его «Эпиталамий на брак Гонория и Марии» создал жанровую традицию для Возрождения и Нового времени. Кроме многочисленных и разножанровых «малых стихотворений» (лат. carmina minora), он написал неоконченную поэму «Похищение Прозерпины», которой он возродил в римской литературе эпос, угасший после флавианской эпохи.
Клавдиану принадлежит («О консульстве Стилихона») крылатое выражение «Лучше сохранить общеизвестное, чем разыскивать новое» (Plus est servasse repertum, quam quaesisse novum).

## Значение
Самое раннее изображение Клавдиана, возможно, сохранилось на диптихе из слоновой кости V века, который хранится в музее кафедрального собора в Монце.
Клавдиан — излюбленный поэт эпохи барокко. XVIII век осуждал его за напыщенность и сервилизм, но русская торжественная ода и героическая поэма обязаны ему многим. Поэтому память о Клавдиане присутствует в европейской и русской культуре, несмотря на периоды забвения.

## Издания
- Claudianus. Carmina / Ed. Th. Birt. — Berolini, 1892. — (Monumenta Germaniae Historica, Auctores antiquissimi, vol. X). (недоступная ссылка)
- Claudian [Works]: in 2 vol. / With an English trans. by M. Platnauer. — London; Cambridge (Mass.): Heinemann; Harvard University Press, 1922. — (Loeb Classical Library). (под № 135—136 в серии)
- Издание в серии «Collection Budé» не завершено: Claudien. Oeuvres:
  - T. I: Le Rapt de Proserpine. Texte établi et traduit par J.-L. Charlet. XC, 257 p.
  - T. II, 1re partie — T. II, 2e partie: Poèmes politiques (395—398). Texte établi et traduit par J.-L. Charlet. Paris: Les Belles Lettres, 2000. LXXXVIII, 222 p.
- Клавдий Клавдиан. Полное собрание латинских сочинений / Пер., вступ. ст., коммент. и указ. Р. Л. Шмаракова. — СПб.: Издательство СПбГУ. 2008. — 838 стр. 500 экз. ISBN 978-5-288-04569-1